# كليم ليويلين
كليم ليويلين (بالإنجليزية: Clem Llewellyn)‏ هو لاعب كرة قاعدة أمريكي، ولد في 1 أغسطس 1895 في دوبسون في الولايات المتحدة، وتوفي في 27 نوفمبر 1969 في كونكورد في الولايات المتحدة.